# Nowotroick (rejon talmieński)
Nowotroick (ros. Новотроицк) – wieś (sieło) w Rosji, w Kraju Ałtajskim, w rejonie talmieńskim. W 2021 liczyła 572 mieszkańców.